# Uzavřený les
Uzavřený les je termín označující les, ve kterém koruny všech stromových pater lesa zcela zakrývají povrch. V případě leteckého, nebo satelitního snímku pak není vidět skrz – jsou pouze vidět jednotlivé koruny stromů. V důsledku nedostatku světla v nižších patrech lesa rostou pouze stínobytné rostliny. Opakem lesa uzavřeného je les otevřený.